# 최소노력의 원칙
최소 노력의 원칙(The principle of least effort)은 진화 생물학에서 웹 페이지 디자인에 이르기까지 다양한 분야를 다루는 광범위한 영역을 다루는 이론이다. 그것은 동물, 사람, 심지어 잘 설계된 기계까지도 자연스럽게 최소한의 '저항' 또는 '노력'이 드는 방식 또는 경로를 선택할 것이라고 가정한다. 다른 많은 유사한 원칙과 밀접한 관련이 있다.  이것은 아마도 도서관 및 정보 과학 분야의 연구자들 사이에서 가장 잘 알려져 있거나 적어도 문서화된 접근방법이다. 이들이 다루는 원칙은 정보를 찾는 클라이언트가 사용 가능한 최소 정확도 모드에서 가장 효율적이고 편리한 즉 가장 적은 노력으로 적철한 결과를 얻는 검색 방법을 사용하는 경향이 있다는 것이다. 정보 추구 행동은 최소한으로 허용되는 결과가 발견되는 즉시 중단된다고 가정한다. 이 이론은 검색자로서의 사용자의 숙련도 또는 주제 전문 지식 수준에 관계없이 적용된다. 또한 이 이론은 사용자는 가장 친숙하고 사용하기 쉬운 도구를 선택하고 사용하여 결과를 찾는다는 전제하에 사용자의 이전 정보 추구 경험을 고려한다.  최소 노력의 원칙은 "인간 행동에 대한 결정론적 설명"으로 알려져 있다. 최소 노력의 원칙은 도서관 정보검색 메커니즘의 맥락뿐만 아니라 보다 확장된 정보 추구 활동에도 적용된다. 예를 들어, 전문가는 아니지만 주변에 쉽게 만날수있는 사람 그리고 어떤 주제에 대한 상식적 대화가 가능하다고 여겨지는 사람이 있다면 그리고 이러한 사람을  제너럴리스트(generalist)라고 가정한다면  우리는 제너럴리스트의 답변이 허용 범위 내에 있는 한, 다른곳에 멀리 떨어진 건물의  그 주제의 분야의 전문가가 아닌  지금 복도에서 만날수있는 제너럴리스트인 친구 또는 동료와 상담할 것이라는 것이다.
최소 노력의 원칙은 지름길 또는 물이 흐르는 경로의 예에서처럼 '최소 저항 경로'(path of least resistance)와 유사하게 다루어질수있다.

## 같이 보기
- 범주
- 고정관념
- 적합성의 원리